# Halopteris enersis
Halopteris enersis is een hydroïdpoliep uit de familie Halopterididae. De poliep komt uit het geslacht Halopteris. Halopteris enersis werd in 2006 voor het eerst wetenschappelijk beschreven door Galea. 